# Liste der Baudenkmäler in Gundremmingen
Auf dieser Seite sind die Baudenkmäler in der schwäbischen Gemeinde Gundremmingen zusammengestellt. Diese Tabelle ist eine Teilliste der Liste der Baudenkmäler in Bayern. Grundlage ist die Bayerische Denkmalliste, die auf Basis des Bayerischen Denkmalschutzgesetzes vom 1. Oktober 1973 erstmals erstellt wurde und seither durch das Bayerische Landesamt für Denkmalpflege geführt wird. Die folgenden Angaben ersetzen nicht die rechtsverbindliche Auskunft der Denkmalschutzbehörde.
 Diese Liste gibt den Fortschreibungsstand vom 21. März 2014 wieder und enthält 3 Baudenkmäler.

## Baudenkmäler
| Lage                                        | Objekt                             | Beschreibung                                                           | Akten-Nr.             | Bild           |
| ------------------------------------------- | ---------------------------------- | ---------------------------------------------------------------------- | --------------------- | -------------- |
| Kapellenweg 5 (Standort)                    | Kapelle                            | Neugotisch, 1871; mit Ausstattung                                      | D-7-74-136-1 Wikidata | BW             |
| Kirchstraße 10 (Standort)                   | Katholische Pfarrkirche St. Martin | Mittelalterliche Anlage, 1742/43 und um 1900 erneuert; mit Ausstattung | D-7-74-136-2 Wikidata | weitere Bilder |
| Kreuzberg, am östlichen Ortsrand (Standort) | Kalvarienberg                      | Kalvarienbergkapelle, 1894 zugehörig 14 Kreuzwegstationen              | D-7-74-136-3 Wikidata | BW             |